# George Baird
George Hetzel Baird (né le 5 mars 1907 à Grand Island - mort le 4 septembre 2004 à Rhinebeck) est un athlète américain spécialiste du 400 mètres.
Étudiant à l'Université de l'Iowa, il est sélectionné dans l'équipe des États-Unis lors des Jeux olympiques de 1928 à Amsterdam. George Baird y décroche la médaille d'or du relais 4 × 400 mètres en compagnie de Frederick Alderman, Emerson Spencer et Ray Barbuti. Le relais américain établit un nouveau record du monde de la discipline en 3 min 14 s 2 et devance finalement l'Allemagne et le Canada.

## Palmarès
| Date | Compétition     | Lieu      | Résultat | Discipline |
| ---- | --------------- | --------- | -------- | ---------- |
| 1928 | Jeux olympiques | Amsterdam | 1er      | 4 × 400 m  |